# Santa Maria Assunta (Malamocco)

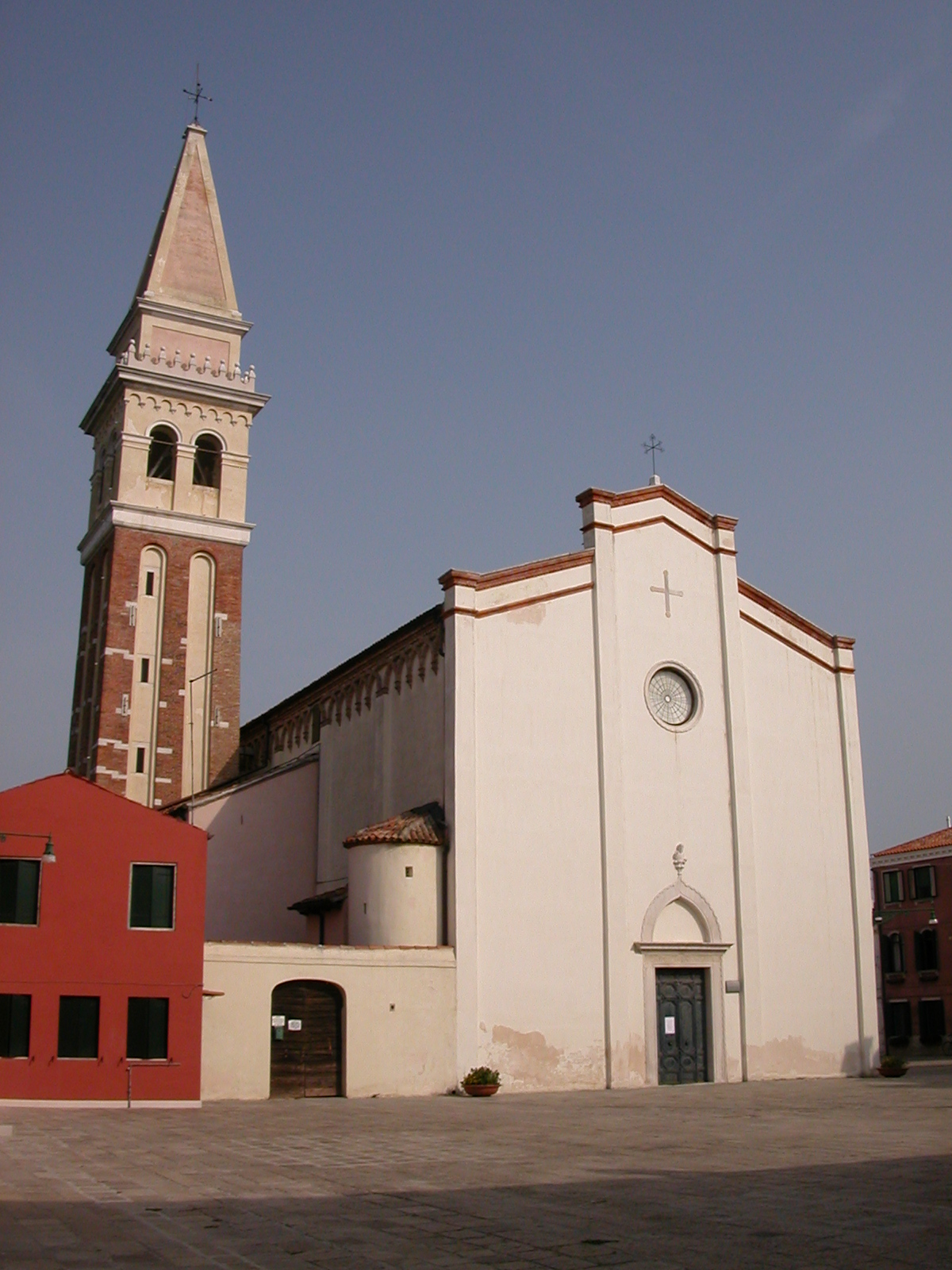
Fassade der Kirche nebst Campanile

Santa Maria Assunta ist eine Pfarrkirche in Malamocco, einem Ort am Ostrand der Lagune von Venedig.

## Geschichte
Die Vorgängerkirche befand sich in Metamaucum oder Alt Malamocco, das Anfang des 11. Jahrhunderts nach einem Seebeben vom Ostrand der langgestreckten Insel an den heutigen Ort am Westrand verlegt wurde. Zugleich wurde Chioggia Sitz des Bistums Malamocco. Erst mit einer Bulle Papst Clemens VII. vom 5. Februar 1525 wurde die Wahl des Erzpriesters, die bis dahin beim Bischof von Chioggia lag, dem Gemeinderat übertragen. Um 1820 hatte die Gemeinde etwa 600 Einwohner. Seit 1922 gehört die Pfarrgemeinde zum Patriarchat Venedig.
Das ursprüngliche Gebäude aus dem 11. Jahrhundert wurde während des Chioggia-Krieges 1379 schwer in Mitleidenschaft gezogen, als die Genuesen Malamocco besetzten und in Brand steckten. 1400 begann der Neubau der Kirche, deren heutiger Grundriss auf diesen Neubau zurückzuführen ist. Ein weiterer Umbau erfolgte 1557. Zwischen 2000 und 2005 wurde der Kirchenbau umfassend restauriert.

## Beschreibung
Die Fassade der Kirche ist schlicht, mit einer durch zwei Pilaster geteilten Gestalt. In der Mitte öffnet sich ein gotisches Portal, das die Initialen von Benedetto Belegno trägt, dem Podestà von Malamocco im Jahr 1494, dazu das Wappen seiner Familie. Es wird von einem Oculus überragt.
Ein weiterer gotischer Eingang öffnet sich zu einer der Seitenwände, die ebenfalls durch einen nüchternen Stil mit Pilastern und einer Bekrönung aus Backsteinhängebögen gekennzeichnet ist. Der massige romanische Glockenturm (Campanile) ist vom Campanile von San Marco inspiriert.

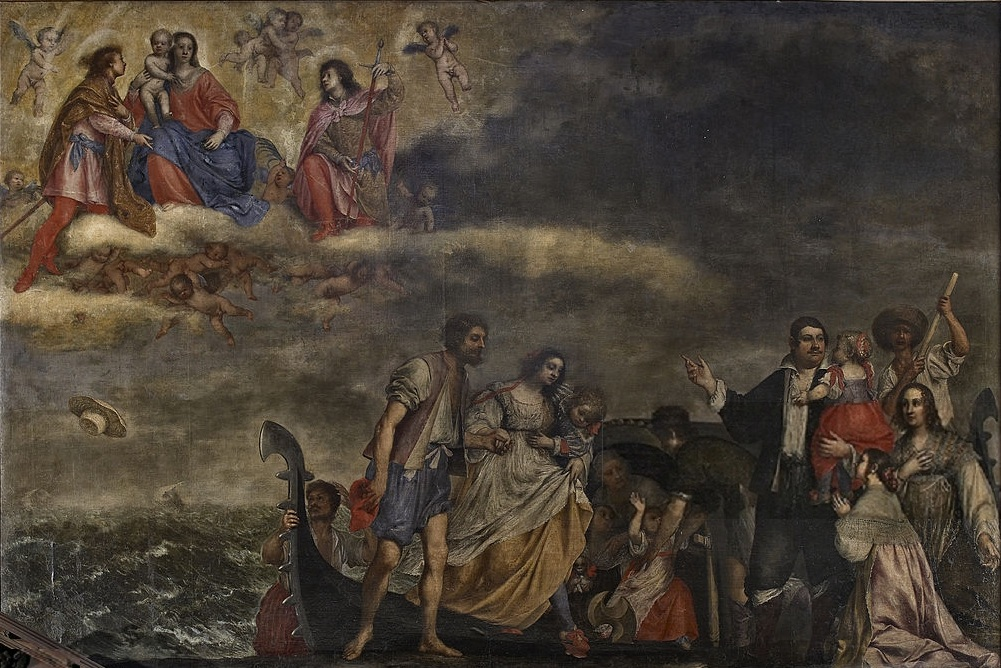
Salvataggio miracoloso da un naufragio von Girolamo Forabosco, Öl auf Leinwand, 520 × 350

Der Innenraum besteht aus einem einzigen Schiff mit einer Segeldecke. Links vom Presbyterium befindet sich ein Gemälde von Girolamo Forabosco (Salvataggio miracoloso da un naufragio – Wunderbare Errettung aus einem Schiffbruch), dem die Heilige von Giulia Lama und Statuen von Giuseppe Torretti hinzugefügt sind.
Auf dem ersten Altar links befindet sich ein Kruzifix aus Gips und Stuck aus dem 15. Jahrhundert. Beide stammen aus zwei im 19. Jahrhundert abgerissenen Kirchen, nämlich der Kirche San Vitale di Poveglia und einer Renaissancekirche, die der Festung Malamocco gewichen ist. Der zweite Altar auf der linken Seite beherbergt die Reliquien der Heiligen Felix, Fortunatus und Jakobus aus Aquileia. Die dazugehörigen Gemälde werden teilweise Jacopo Tintoretto zugeschrieben.
In der Sakristei befindet sich ein Polyptychon, das Ende des 14. Jahrhunderts von Caterino di Maestro Andrea und Bartolomeo di Paolo mit Darstellungen des Todes der Jungfrau, Christi und der zwölf Apostel beschnitzt wurde.